# 31 d'agost
El 31 d'agost és el dos-cents quaranta-tresè dia de l'any del calendari gregorià i el dos-cents quaranta-quatrè en els anys de traspàs. Queden 122 dies per finalitzar l'any.

## Esdeveniments
Països Catalans
- 1038 - Vic, Comtat d'Osona: es consagra la Catedral de Vic.
- 1719 - La Seu d'Urgell (l'Alt Urgell): el Castell de Ciutat i la Seu d'Urgell van caure en mans franceses després del Setge de la Seu d'Urgell (1719) durant la Guerra de la Quàdruple Aliança.
- 1995 - Vilafranca del Penedès: Els Castellers de Vilafranca carreguen per primera vegada al S.XX el pilar de 8 amb folre i manilles durant la Diada de Sant Ramon.

Resta del món
- 1707 - Altranstädt (Saxònia, Alemanya): Carles XII de Suècia i Josep I del Sacre Imperi Romanogermànic signen el Tractat d'Altranstädt de 1707 que va establir els drets dels protestants a Silèsia.
- 1803 - Estats Units: Tractat de Hoe Buckintoopa entre els Estats Units i els choctaws.
- 1839 - Ratificació del Conveni de Vergara.
- 1897 - Thomas Edison patenta el Kinetoscope, la primera càmera cinematogràfica.
- 1916 - En el context de la Primera Guerra Mundial, Bulgària envaeix Romania sense declaració de guerra.[1]
- 1928 - Turquia adopta l'alfabet llatí i abandona l'àrab.
- 1936 - la Corunya: és afusellat el diputat republicà gallec Manuel Guzmán García.
- 1957 - La Federació de Malaia (avui Malàisia) adquireix la seva independència del Regne Unit.
- 1961 - Espanya retira les seves tropes del Marroc.
- 1972 - Bobby Fischer es corona campió mundial d'escacs quan venç el soviètic Borís Spasski.
- 1986 - Mar Negra: El vaixell soviètic Admiral Nakhimov s'enfonsa després de topar amb un vaixell de càrrega, moren 398 persones al Mar Negra.[2]
- 1991 - Kirguizstan: s'independitza de la Unió Soviètica.
- 2004 - 
  - Moscou (Rússia): una kamikaze fa deu morts i una cinquantena de ferits en un atemptat al metro.
  - Beerxeba (Israel): dos kamikazes de Hamàs hi fan esclatar sengles autobusos de línia i hi causen una vintena de morts i gairebé un centenar de ferits.
  - l'Iraq: l'anomenat Exèrcit d'Ansar al-Sunna hi assassina dotze treballadors nepalesos que havia segrestat a principis d'agost.
  - The Passion of the Christ, de Mel Gibson, es llança en DVD i VHS. Als magatzems dels Estats Units se'n venen aproximadament 4,1 milions d'exemplars el primer dia.

## Naixements
Països Catalans
- 1775 - Perpinyà (Catalunya del Nord): Francesc de Paula de Fossà, conegut com a François de Fossa, guitarrista i compositor (m. 1849).
- 1777 - Reus (Baix Camp): Pròsper de Bofarull i Mascaró, arxiver i historiador català (m. 1859).
- 1869 - Palma: Joan Torrendell i Escalas, escriptor i periodista mallorquí, fundador de l'editorial TOR a Buenos Aires (m. 1937).
- 1879 - Vilanova i la Geltrú (Garraf): Eulàlia Rosell i Capdevila, activista cultural i esperantista catalana (m. 1953).[3]
- 1887 - Malgrat de Mar (Maresme): Zenòbia Camprubí i Aymar, escriptora i traductora (m. 1956).[4]
- 1901 - Sant Vicenç de Castellet (Bages): Marina Torres i Buxadé, actriu de cinema mut i de doblatge.
- 1902 - Barcelona: Maria Dolors Bargalló i Serra, política catalana (m. 1980).[5]
- 1910 - Molins de Rei (Baix Llobregat): Jaume Pahissa i Bonsoms, tècnic català de renom internacional dins el camp de l'automobilisme i el motociclisme (m. 1983).
- 1913 -
  - Albuixech (l'Horta Nord): Miguel Ambrosio Zaragoza, conegut com a Ambrós, dibuixant de còmics valencià i autor d'El Capitán Trueno, entre altres (m. 1992).
  - Granollers, (Vallès Oriental): Antoni Cumella i Serret, ceramista d'anomenada mundial, Creu de Sant Jordi de la Generalitat (m. 1985).
- 1920 - El Poble-sec (Barcelona, Barcelonès): Francesc Boix i Campo, fotògraf català. Va passar a la història com el fotògraf de Mauthausen (m. 1951).
- 1944 - Esparreguera, Baix Llobregat: Anna Lizaran i Merlos, actriu catalana (m. 2013).[6]
- 1965 - Requena, País Valencià: Pablo Motos i Burgos és un presentador de televisió, locutor de ràdio i humorista valencià.
- 1989 - Alcúdia, Mallorca: Malena Costa Sjögren, model de publicitat.

Resta del món
- 12 - Calígula, emperador de Roma.
- 1821 - Potsdam (Regne de Prússia): Hermann von Helmholtz, físic i metge alemany (m. 1894).[7]
- 1842 - 
  - Londres: Mary Corinna Putnam, metgessa, escriptora, i sufragista nord-americana (m. 1906).[8]
  - Boston: Josephine St. Pierre Ruffin, editora, periodista i sufragista afroamericana que lluità pels drets civils (m. 1924).[9]
- 1870 - Chiaravalle, Ancona, Itàlia: Maria Montessori, pedagoga, científica, metgessa, psiquiatra i filòsofa, i una devota catòlica, feminista i humanista italiana (m. 1952).[10]
- 1879 - 
  - Viena, Àustria: Alma Marie Schindler, de casada Alma Mahler, pianista, compositora i pintora vienesa (m. 1964).[11]
  - Riga, Imperi Rus: Ida Kerkovius, pintora, teixidora de tapissos i vitrallera alemanya.[12]
- 1885 - La Chaux-de-Fonds (Suïssa): Henriette Ith-Wille, una esperantista i pacifista suïssa (m. 1978).[13]
- 1903 - Pagosa Springs, Colorado, Estats Units: Hugh Harman, director, productor, actor i guionista estatunidenc.
- 1930 - La Plata, Buenos Airesː María Esther Biscayart de Tello, integrant de Madres de Plaza de Mayo (m. 2015).[14]
- 1935 - Veracruz: Rosenda Monteros, actriu mexicana (m. 2018).[15]
- 1945 - Belfast, Irlanda del Nord: Van Morrison, cantant i compositor irlandès.[16]
- 1949 - 
  - Nova York (EUA): David Politzer, físic nord-americà, Premi Nobel de Física de l'any 2004.[17]
  - Filadèlfia, Pennsilvània, Estats Units: Richard Gere és un actor estatunidenc.
- 1961 - Nyanza (Ruanda): Rose Mukantabana, advocada i activista ruandesa, ha estat presidenta de la Cambra de Diputats de Ruanda.[18]
- 1970
  - Brooklyn, Nova York, EUA: Debbie Gibson, cantant estatunidenca.
  - Al-Kuwait, Kuwait: Rània de Jordània, reina de Jordània, esposa del rei de Jordània, Abdallah II.[19]
- 1975 - Mazaltán, Sinaloa: Sara Ramirez, actriu, orientadora i cantant mexicana.[20]
- 1982 - Madrid, Espanya: José Manuel Reina Páez, més conegut com a Pepe Reina, porter de futbol professional.
- 1985 - 
  - Sevilla, Espanya: Marina Alabau Neira, regatista espanyola.[21]
  - Jiddah, Aràbia Saudita: Mohammed bin Salman, aristòcrata àrab, príncep-hereu de l'Aràbia Saudita.
  - Torrejón de Ardoz, Espanya: Esmeralda Moya, actriu espanyola.

## Necrològiques
Països Catalans
- 1240 - Cardona, Bages: Sant Ramon Nonat, religiós mercedari, cardenal. És venerat com a sant de l'església catòlica.
- 1934 - Barcelona (Barcelonès): Josep Ribas i Gabriel, compositor català (n. 1882).
- 2006 - Barcelona: Marina Clotet i Guasch, dirigent veïnal catalana (n. 1941).[22]

Resta del món
- 1247 - Conrad I de Masòvia, duc de Masòvia, fundador de l'Orde de Dobrin.
- 1442 - Castell de Vincennes, Vinecennes, França - Enric V d'Anglaterra, rei d'Anglaterra des del 1413 fins al 1422 (n. 1386).[23]
- 1724 - Madrid (Espanya) - Lluís I d'Espanya, rei d'Espanya, successor de Felip V.
- 1867 - París: Charles Baudelaire, poeta, crític i traductor francès (n. 1821).[24]
- 1963:
  - - Washington: Edith Hamilton, escriptora i hel·lenista nord-americana (n. 1867).[25]
  - París (França): Georges Braque, pintor i escultor francès que, juntament amb Pablo Picasso, desenvolupà el moviment artístic conegut com a cubisme (n. 1882).[26]
- 1973 - Culver City (EUA): John Ford, director i productor cinematogràfic (n. 1894).
- 1985 - Port Fairy (Austràlia): Frank Macfarlane Burnet, viròleg i biòleg australià, Premi Nobel de Medicina o Fisiologia de l'any 1960 (n. 1899).[27]
- 1986:
  - Santiago de Xile (Xile): Jorge Alessandri Rodríguez, enginyer, polític i empresari xilè, fill de l'expresident Arturo Alessandri Palma. Va ser President de la República entre 1958 i 1964 (n. 1896).[28]
  - Much Hadham (Anglaterra): Henry Moore, artista i escultor britànic (n. 1898).[26]
- 1988 - Grand Rapidsː Grace Eldering, científica estatunidenca, creadora d'una vacuna per a la tos ferina.[29]
- 1997 - París (França): Diana Spencer, princesa de Gal·les (n. 1961).[30]
- 2002:
  - - Nova York: Lionel Hampton, vibrafonista, pianista, bateria, cantant i director estatunidenc de blues (n. 1908).[31]
  - - Canterbury (Anglaterra): George Porter, químic anglès, Premi Nobel de Química de l'any 1967 (n. 1920).[32]
- 2005 - Londres (Anglaterra): Józef Rotblat, físic polonès, Premi Nobel de la Pau de l'any 1995 (n. 1908)[33]
- 2010 - París (França): Laurent Fignon, ciclista francès (n. 1960).[34]
- 2017 - Potsdam, Alemanya: Egon Günther fou un director de cinema i guionista alemany.
- 2018 - Belluno (Itàlia): Luigi Luca Cavalli-Sforza, genetista i biòleg. Premi Internacional Catalunya de l'any 1993 (n. 1922)
- 2019 - Oberhausen: Marita Lorenz, espia nord-americana, amant de Fidel Castro.[35]
- 2020 - Roma: Nina Botxarova, gimnasta artística soviètica que destacà als Jocs Olímpics d'Estiu de 1952 (n. 1924).[36]

## Festes i commemoracions
Països Catalans
- Santoral: sants Josep d'Arimatea i Nicodem; Ramon Nonat, mercedari; sant Domènec del Val, nen màrtir; Llàtzer d'Ais, bisbe (no canonitzat), Osori Gutiérrez, comte.
- Festa Major i Romeria a Sant Ramon, municipi de la Segarra.
- Santa Pola: Dia del pregó. Comencen les festes patronals i de moros i cristians en honor de la Maredéu de Lorito.